# Kernel Assisted Superuser
Kernel Assisted Superuser (deutsch: Kernel-gestützter Superuser) oder kurz KernelSU ist eine alternative Methode, um Root-Rechte auf Android-Geräten zu erhalten. KernelSU-Implementierungen werden als Open Source unter der GPL3 Lizenz entwickelt.

## Technische Unterschiede zu anderen Methoden
KernelSU unterscheidet sich von anderen Methoden dadurch, dass der Root-Zugriff direkt im Kernel implementiert ist. Dies hat gegenüber anderen Root-Methoden, die im sogenannten Userspace laufen, wie z. B. Magisk, den Vorteil, dass Befehle mit su wie normale Befehle ausgeführt werden können, aber trotzdem Root haben. Dies wird von SELinux nicht verhindert oder von der SafetyNET Api Prüfung erkannt, so dass Anwendungen, die dies verwenden, weiterhin funktionieren.

## Geschichte
Die Planung von KernelSU wurde 2018 vom Entwickler Jason Donenfeld, auch bekannt als XDA Benutzer zx2c4 gestartet. Das Fehlen einer Root-Manager-App und die Schwierigkeit, Boot-Images zu erstellen, sorgten dafür, dass KernelSU nicht für den produktiven Einsatz geeignet war und diese Methode lange Zeit nur Theorie blieb, sowie lange Zeit nur von Entwicklern genutzt werden konnte. Im Jahr 2021 startete Google mit der Einführung von Generic Kernel Images (kurz: GKI), was die Erstellung einer Reihe von geräteunabhängigen verwurzelten Boot-Images erleichtert. Daraufhin passte der auf XDA als weishu bekannte Entwickler, der auch an Projekten wie VirtualXposed mitgearbeitet hatte, KernelSU für GKI-kompatible Kernel an. Die Anpassung, die im Januar 2023 veröffentlicht wurde, stellt sicher, dass jedes Gerät, das mit der Linux-Kernelversion 5.10 oder höher bootet, kompatibel sein sollte. Darüber hinaus bietet der Entwickler auch eine spezielle Manager-App an, die neben der Verwaltung von Root-Rechten auch Overlay-basiertes Modding ähnlich wie Magisk Module bietet. Mittlerweile (Stand 19. Mai 2024) haben sich 264 Entwickler an der Entwicklung der KernelSU-Implementierung beteiligt.

## Verbreitung
Die Installation von KernelSU ist bei allen Geräten, welche GKI verwenden, sowie bei individuell unterstützen ohne GKI möglich. Einige Custom-Roms haben es bereits standardmäßig integriert, darunter ROMs wie CrDroid, Bliss OS, Evolution X.